# Lucio Angelo Renna
Lucio Angelo Renna OCarm (ur. 22 września 1941 w San Pietro Vernotico) – włoski duchowny rzymskokatolicki, w latach 2006-2017 biskup San Severo.

## Życiorys
Święcenia kapłańskie przyjął 2 kwietnia 1966 w zakonie karmelitańskim. Był m.in. radnym prowincji neapolskiej, przełożonym tejże prowincji przez dwie kadencje oraz prokuratorem generalnym zakonu.
9 czerwca 1999 został mianowany biskupem Avezzano. Sakrę biskupią otrzymał 12 września 1999. 2 września 2006 papież Benedykt XVI przeniósł go do diecezji San Severo. Ingres odbył się 14 października 2006. 13 stycznia 2017 przeszedł na emeryturę.